# Omotola Jalade Ekeinde
Omotola Jalade Ekeinde là một nữ diễn viên, ca sĩ, nhà từ thiện và cựu người mẫu Nigeria. Kể từ khi bộ phim Nollywood ra mắt năm 1995, nữ diễn viên chính đã xuất hiện trong 300 bộ phim, bán hàng triệu bản video. Cô là người nổi tiếng châu Phi đầu tiên nhận được hơn 1 triệu lượt thích trên trang Facebook cá nhân của mình. Cô hiện có tổng cộng 3 triệu người theo dõi trên Facebook.
Ngoài những thành tựu kinh doanh của mình, cô cũng được hoan nghênh vì những nỗ lực nhân đạo đáng chú ý của cô. Omotola là một trong những người tiên phong trong thời đại điện ảnh của điện ảnh Nigeria, trở thành nữ diễn viên được theo dõi nhiều nhất ở châu Phi. Năm 2013, cô được vinh danh trong danh sách 100 người có ảnh hưởng nhất của tạp chí Time trên thế giới cùng với Michelle Obama, Beyoncé và Kate Middleton.
Đầu năm 2013, Omotola xuất hiện trên truyền hình Mỹ trong loạt kịch bản của VH1, Hit the Floor. Vào ngày 2 tháng 11 năm 2013, cô phát biểu tại phiên họp 2013 của Hội nghị thượng đỉnh WISE, được tổ chức tại Doha, Qatar.
Năm 2014, cô được chính phủ Nigeria vinh dự là một thành viên của Order of the Federal Republic, MFR vì những đóng góp của cô cho điện ảnh Nigeria.

## Cuộc đời và học vấn
Omotola, người gốc Ondo, sinh ra ở Lagos State. Cô lớn lên trong một gia đình năm người, cha mẹ cô và hai người em trai, Tayo và Bolaji Jalade. Mẹ cô, Oluwatoyin Jalade làm việc tại J.T Chanrai Nig, và cha cô, Oluwashola Jalade, đã làm việc với YMCA và Câu lạc bộ đồng quê Lagos. Tham vọng ban đầu của Omotola là làm việc trong quản lý kinh doanh. Trong khi chờ kết quả từ trường đại học, cô bắt đầu làm người mẫu để kiếm sống. Cô đã có một thời gian ngắn tại Đại học Obafemi Awolowo và hoàn thành nghiên cứu của mình tại Trường Cao đẳng Công nghệ Yaba (1996-2004), nơi cô học về Quản lý Bất động sản.

## Đời tư

Ekeinde, với con trai năm 2010

Omotola kết hôn với phi công trưởng Matthew Ekeinde vào năm 1996. Hai vợ chồng sau đó đã tổ chức một buổi lễ trên máy bay Dash 7 trong khi bay từ Lagos đến Benin vào năm 2001, với gia đình và bạn bè thân thiết. Omotola sinh con gái đầu lòng vào ngày 30 tháng 3 năm 1997. Họ có bốn con, Princess, M.J, Meraiah và Michael. Omotola mất cha vào năm 1991.